# پاقلعه (شهربابک)
دهستان پاقلعه با مرکزیت پاقلعه، یک آبادی از توابع بخش مرکزی، شهرستان شهربابک در استان کرمان ایران است.

## جمعیت
این آبادی در دهستان پاقلعه قرار دارد و براساس سرشماری مرکز آمار ایران در سال ۱۳۹۵، جمعیت آن ۵۴۵ نفر (۱۶۹ خانوار) بوده‌است.